# Dimitriana Bezede
Dimitriana Bezede (născută Surdu, n. 12 aprilie 1994, Chișinău, Republica Moldova) este o atletă moldoveană, specializată în disciplina aruncarea greutății.

## Carieră
A participat la Campionatul European de Atletism din 2016. A făcut parte din lotul olimpic al Republicii Moldova la Jocurile Olimpice de vară din 2016 și Jocurile Olimpice de vară din 2020. La Campionatul Mondial de Atletism din 2017 a obținut locul 19.
În anul 2019 sportiva a obținut locul 9 Campionatul European în sală. La Universiada de la Napoli a cucerit locul 5 și la Campionatul Mondial de la Doha s-a clasat pe locul 12. În 2021 a participat la Jocurile Olimpice de la Tokio.
La Campionatul European în sală din 2023 de la Istanbul sportiva a obținut locul șapte. În 2024 a participat la Jocurile Olimpice de la Paris.
Recordul personal al său este de 18,83 metri și datează din 2017. Recordul personal în sală este de 18,52 metri, stabilit la Istanbul în 2019, acesta fiind recordul național.

## Realizări
| An   | Competiție                               | Locație                    | Loc | Eveniment | Note    |
| ---- | ---------------------------------------- | -------------------------- | --- | --------- | ------- |
| 2013 | Campionatul European de Juniori (sub 20) | Rieti, Italia              | 15  | disc      | 45,00 m |
| 2015 | Campionatul European de Tineret (sub 23) | Tallinn, Estonia           | 16  | greutate  | 14,77 m |
| 2015 | Campionatul European de Tineret (sub 23) | Tallinn, Estonia           | 10  | disc      | 49,96 m |
| 2016 | Campionatul European                     | Amsterdam, Țările de Jos   | 25  | greutate  | 15,50 m |
| 2016 | Jocurile Olimpice                        | Rio de Janeiro, Brazilia   | 35  | greutate  | 15,25 m |
| 2017 | Campionatul European în sală             | Belgrad, Serbia            | 15  | greutate  | 16,78 m |
| 2017 | Campionatul Mondial                      | Londra, Marea Britanie     | 19  | greutate  | 17,37 m |
| 2018 | Campionatul Mondial în sală              | Birmingham, Marea Britanie | 14  | greutate  | 17,22 m |
| 2018 | Campionatul European                     | Berlin, Germania           | 15  | greutate  | 16,87 m |
| 2019 | Campionatul European în sală             | Glasgow, Marea Britanie    | 9   | greutate  | 17,65 m |
| 2019 | Universiada                              | Napoli, Italia             | 5   | greutate  | 17,25 m |
| 2019 | Campionatul Mondial                      | Doha, Qatar                | 12  | greutate  | 17,64 m |
| 2021 | Jocurile Olimpice                        | Tokyo, Japonia             | 29  | greutate  | 16,55 m |
| 2022 | Campionatul Mondial în sală              | Belgrad, Serbia            | 10  | greutate  | 18,07 m |
| 2022 | Campionatul Mondial                      | Eugene, Statele Unite      | 24  | greutate  | 16,99 m |
| 2022 | Campionatul European                     | München, Germania          | 11  | greutate  | 16,98 m |
| 2023 | Campionatul European în sală             | Istanbul, Turcia           | 7   | greutate  | 17,98 m |
| 2023 | Campionatul Mondial                      | Budapesta, Ungaria         | 22  | greutate  | 17,69 m |
| 2024 | Campionatul Mondial în sală              | Glasgow, Marea Britanie    | 15  | greutate  | 16,95 m |
| 2024 | Campionatul European                     | Roma, Italia               | 14  | greutate  | 16,80 m |
| 2024 | Jocurile Olimpice                        | Paris, Franța              | 27  | greutate  | 16,35 m |

## Recorduri personale
| Probă            | Performanță | Dată              | Locație  |
| ---------------- | ----------- | ----------------- | -------- |
| Greutate         | 18,83 m     | 28 mai 2017       | Tiraspol |
| Greutate în sală | 18,52 m RN  | 16 februarie 2019 | Istanbul |
| Disc             | 53,61 m     | 30 mai 2015       | Chișinău |